# نوید پورفرج
نوید پورفرج (زادهٔ ۲ اردیبهشت ۱۳۶۷ در اراک) بازیگر اهل ایران است. وی فعالیت بازیگری را با بازی در سریال تلویزیونی دیوار در سال ۱۳۹۱ آغاز کرد. او برای بازی در گوزن‌های اتوبان (۱۴۰۳) برندهٔ دیپلم افتخار بهترین بازیگر نقش اول مرد جشنواره فیلم فجر شد.

## دوران حرفه‌ای
فعالیت خود را از زمان دانشگاه و در سن ۱۸ سالگی با شرکت در کلاس‌های بازیگری امین تارخ آغاز کرد. سپس دوره‌های دیگر بازیگری را زیر نظر هومن سیدی، بازیگر و کارگردان مشهور ایرانی، گذراند و از همین کلاس‌ها برای بازی در فیلم مغزهای کوچک زنگ‌زده، توسط خود سیدی دعوت شد. وی در این فیلم خوش درخشید و تحسین منتقدان را برانگیخت.
او در جایی راجع به نقش «امیر» در مغزهای کوچک زنگ‌زده گفته‌است: «برای درک بهتر فضا مدتی را میان کارتن خواب‌ها در حاشیهٔ تهران، نزدیک اتوبان آزادگان گذراندم و چند روزی را همراه افرادی که در کمپ ترک کرده بودند به محله‌هایی رفتم که تقریباً غیر از خودشان کسی را راه نمی‌دادند.»
وی همچنین در فیلم مغز استخوان در نقش اصلی و پررنگ ظاهر شده‌است و همچنین در مجموعهٔ پلیسی «دیوار» در نقش «عباسی» ایفای نقش کرده‌است.
وی در چهار دوره برای فیلم‌های مغزهای کوچک زنگ‌زده، مغز استخوان، زالاوا و گوزن‌های اتوبان نامزد دریافت سیمرغ بلورین جشنوارهٔ فیلم فجر شده‌است.

## فیلم‌شناسی

### سینما
| سال  | نام فیلم            | کارگردان         | نقش   |
| ---- | ------------------- | ---------------- | ----- |
| ۱۴۰۳ | بت                  | حمید نعمت‌الله    |       |
| ۱۴۰۳ | موسی کلیم‌الله       | ابراهیم حاتمی‌کیا |       |
| ۱۴۰۳ | گوزن‌های اتوبان      | ابوالفضل صفاری   | عابس  |
| ۱۴۰۲ | بی‌بدن               | مرتضی علیزاده    | محسن  |
| ۱۴۰۱ | وابل                | تورج اصلانی      | بهمن  |
| ۱۴۰۱ | زمانی در ابدیت      | مهدی نوروزیان    | وحید  |
| ۱۳۹۹ | زالاوا              | ارسلان امیری     | مسعود |
| ۱۳۹۸ | مغز استخوان         | حمیدرضا قربانی   | امیر  |
| ۱۳۹۶ | مغزهای کوچک زنگ زده | هومن سیدی        | امیر  |

### تلویزیون و نمایش خانگی
| سال  | نام سریال   | کارگردان   | نقش       |
| ---- | ----------- | ---------- | --------- |
| ۱۴۰۴ | وحشی        | هومن سیدی  |           |
| ۱۴۰۳ | بامداد خمار | نرگس آبیار | رحیم نجار |
| ۱۳۹۲ | مادرانه     | جواد افشار |           |
| ۱۳۹۱ | دیوار       | سیروس مقدم |           |

## جوایز
| سال  | فیلم               | جایزه                             | بخش                        | نتیجه        |
| ---- | ------------------ | --------------------------------- | -------------------------- | ------------ |
| ۱۳۹۶ | مغزهای کوچک زنگ‌زده | سی و ششمین دوره جشنواره فیلم فجر  | بهترین بازیگر نقش مکمل مرد | نامزدشده     |
| ۱۳۹۸ | مغز استخوان        | سی و هشتمین دوره جشنواره فیلم فجر | بهترین بازیگر نقش مکمل مرد | نامزدشده     |
| ۱۳۹۹ | زالاوا             | سی و نهمین دوره جشنواره فیلم فجر  | بهترین بازیگر نقش اول مرد  | نامزدشده     |
| ۱۴۰۳ | گوزن‌های اتوبان     | چهل و سومین دوره جشنواره فیلم فجر | بهترین بازیگر نقش اول مرد  | دیپلم افتخار |